# Motzersreuth

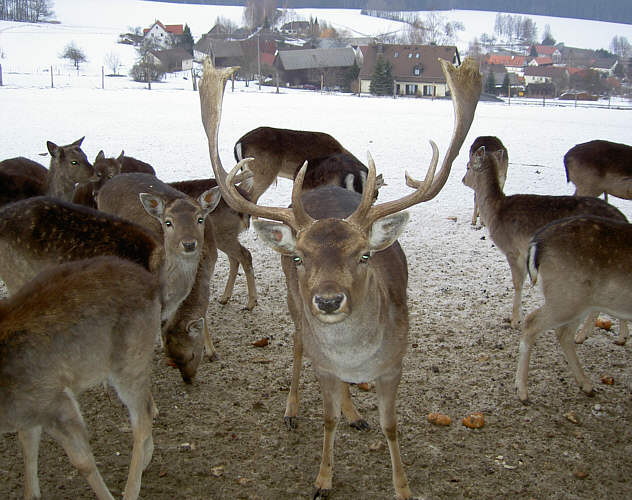
Ehemaliges Damwildgehege in Motzersreuth

Motzersreuth gehört zum Markt Bad Neualbenreuth im Landkreis Tirschenreuth. Das Dorf mit etwa einem Dutzend Bauernhöfen liegt in einer Talmulde. In dem kleinen Ort befindet sich ein Hotel mit Restaurant und eine Pension mit Gastwirtschaft. Im Jahr 1970 lebten 52 Einwohner in Motzersreuth, 1987 waren es 50.